# Piper crispatum
Piper crispatum är en pepparväxtart som beskrevs av A. C. Smith. Piper crispatum ingår i släktet Piper och familjen pepparväxter. Inga underarter finns listade i Catalogue of Life.